# Rock (Name)
Rock ist ein Familienname sowie männlicher Vorname.

## Namensträger

### Familienname
- Andrew Rock (* 1982), US-amerikanischer Leichtathlet
- Angela Rock (* 1963), US-amerikanische Volleyball- und Beachvolleyballspielerin
- Arthur Rock (* 1926), US-amerikanischer Risikokapital-Unternehmer
- Blossom Rock (1895–1978), US-amerikanische Schauspielerin
- Bob Rock (* 1954), kanadischer Musikproduzent
- Bob Rock junior (* 1949), US-amerikanischer Rennrodler
- C. V. Rock (1906–1985), deutscher Schriftsteller
- Chris Rock (* 1965), US-amerikanischer Schauspieler und Komiker
- Daniel Rock (1799–1871), britischer katholischer Geistlicher und Theologe
- Darmani Rock (* 1996), US-amerikanischer Boxer
- Dickie Rock (1936–2024), irischer Sänger
- Edelhard Rock (1908–1985), deutscher Buchdrucker, Verleger und Politiker (CDU)
- Elke Rock (* 1983), österreichische Hörfunk- und Fernsehmoderatorin
- Frank Rock (* 1970), deutscher Lehrer und Politiker (CDU)
- Helga Rock (* 1951), deutsche Politikerin (B’90/Grüne)
- Irvin Rock (1922–1995), US-amerikanischer Psychologe
- Jamie Paul Rock, kanadischer Filmproduzent
- Jay Rock (* 1985), US-amerikanischer Rapper
- Joachim Rock (* 1974), deutscher Soziallobbyist und Hauptgeschäftsführer
- Joe Rock (1893–1984), US-amerikanischer Filmproduzent, Filmregisseur, Schauspieler und Drehbuchautor
- Johann Friedrich Rock (1678–1749), deutscher Mystiker
- John Rock (Abolitionist) (1825–1866), US-amerikanischer Abolitionist
- John Rock (Mediziner) (1890–1984), US-amerikanischer Mediziner
- Joseph Francis Rock (1884–1962), österreichisch-US-amerikanischer Geograf, Sprachwissenschaftler und Botaniker
- Josh Rock (* 2001), nordirischer Dartspieler
- Karl Rock, neuseeländischer Videoproduzent und Buchautor
- Kid Rock (* 1971), US-amerikanischer Musiker
- Lois Rock (* 1953), Kinderbuchautor
- Manfred Rock (1926–2011), deutscher Fußballspieler der 1950er und 1960er Jahre
- Margaret Rock (1903–1983), britische Kryptoanalytikerin
- Martin Rock (1932–1997), deutscher römisch-katholischer Theologe und Hochschullehrer
- Mick Rock (1948–2021), englischer Fotograf
- Neil Rock (* 2000), englischer Cricketspieler
- Noel Rock (* 1987), irischer Politiker (Fine Gael)
- Paul Elliot Rock (* 1943), Soziologe
- Pete Rock (* 1970), US-amerikanischer DJ und Rapper
- Peter Rock (1941–2021), deutscher Fußballspieler
- Peter Rock (Musiker) (1945–2016), chilenischer Sänger österreichischer Herkunft
- Philip Rock (1937–2016), US-amerikanischer Politiker
- Richard Rock († 1777), deutscher Arzt
- René Rock (* 1967), deutscher Landespolitiker (Hessen) (FDP)
- Rob Rock, US-amerikanischer Metal-Sänger
- Robert Rock (* 1977), englischer Profigolfer
- Robert L. Rock (1927–2013), US-amerikanischer Politiker
- Rocco Rock (1953–2002), US-amerikanischer Wrestler
- Sibyl M. Rock (1909–1981), US-amerikanische Mathematikerin und Informatikerin
- Simon Rock (* 1988), deutscher Politiker (Bündnis 90/Die Grünen)
- Verena Rock (* 1979), deutsche Betriebswirtin
- Zé do Rock (* 1956), deutschsprachiger brasilianischer Schriftsteller

### Künstlername
- Aesop Rock (Ian Mathias Bavitz), US-amerikanischer Hip-Hop-Musiker

### Vorname
- Rock Feliho (* 1982), französischer Handballspieler
- Rock Hudson (1925–1985), US-amerikanischer Schauspieler